# Rudolf Max Littauer
Rudolf Max Littauer (* 29. Oktober 1905 in Leipzig; † 8. Januar 2002 in Sarasota, Florida) war ein deutscher Rechtswissenschaftler und Rechtsanwalt in den USA. 1939 wurde er amerikanischer Staatsbürger.

## Leben
Rudolf Max Littauer studierte Rechtswissenschaften und wurde nach dem 1. juristischen Staatsexamen 1928 an der Universität Leipzig mit einer Arbeit zur Schiedsgerichtsbarkeit zum Dr. iur. promoviert. 1930 bestand er das 2. juristische Staatsexamen. Ab 1931 arbeitete er am Landgericht Leipzig als Hilfsrichter. Außerdem war er als Assistent an der Universität Leipzig am Lehrstuhl seines Lehrers Ernst Jaeger beschäftigt und galt als Talent im dortigen akademischen Nachwuchs. Bereits 1933 emigrierte er in die USA, um der Verfolgung durch die Nationalsozialisten zu entgehen.
Dort gehörte er zu denjenigen – zahlenmäßig eher wenigen – ausgewanderten Juristen, die sich mit der Rechtsordnung der neuen Heimat voll arrangierten und sich entsprechend qualifizierten und betätigten. Littauer wurde zum Assistant Professor an der New School of Social Research in New York. Dort engagierte er sich ab Mitte der 1930er Jahre in der bedeutenden Notgemeinschaft deutscher Wissenschaftler im Ausland und war in diesem Zusammenhang auch zuständig für die Bewertung der Qualifikation von Migranten, was einen wichtigen Schritt für deren Zugang zu Ausbildung und Arbeit in den USA bedeutete. Nach einem Abschluss in amerikanischem Recht 1936 ließ er sich 1939 als Rechtsanwalt in New York nieder und wurde Angehöriger der New York Bar. Nachdem er noch bis in die 1940er Jahre vorwiegend Rechtsberatung für Flüchtlinge aus Europa betrieben hatte, wandte er sich Ende der 1940er Jahre der Behandlung von "amerikanischen" Fällen zu. In den folgenden Jahrzehnten war er Partner in mindestens zwei New Yorker Kanzleien.
Wissenschaftlich arbeitete Littauer in erster Linie auf dem Gebiet des Wirtschaftsrechts und der Rechtsvergleichung. Während des Krieges publizierte er zu rechtlichen Fragen der Behandlung von feindlichem Eigentum, insbesondere auf dem Gebiet des Patentrechts. Vor dem Krieg arbeitete er von 1937 bis 1940 an der von Migranten aus Deutschland begründeten Zeitschrift Geistiges Eigentum mit, für die er Beiträge aus Nordamerika annahm und betreute. Dort publizierte er auch die wohl einzige zeitgenössische Stellungnahme eines Juristen mit deutschem Hintergrund zu dem in den USA ausgetragenen Rechtsstreit, ob Adolf Hitler ein Copyright an dessen Buch Mein Kampf in den USA zustand. Littauer bejahte diese Frage bereits zu einem frühen Zeitpunkt des Verfahrens.
Nach dem Krieg war Littauer neben seiner Tätigkeit als Rechtsanwalt in den USA ab 1968 auch als Honorarprofessor an der Universität Erlangen tätig, wo er Völkerrecht und Rechtsvergleichung unterrichtete.
Littauer starb am 8. Januar 2002. Er hinterließ seine Ehefrau Hilde, geb. Apt, mit der er 63 Jahre verheiratet gewesen war, sowie einen Sohn. Seine Tochter war bereits vor ihm verstorben.

## Werke (Auswahl)
- Schiedsgerichtsbarkeit und materielles Recht. Leipzig, Univ., Jur. Diss., 1928 = Zeitschrift für Deutschen Zivilprozess 55 (1929), 1–38.
- The Waring Case. In: U.S. Trademark Association Bulletin (New Series) 32 (1937), 377 ff.
- Political and Economic Democracy. New York 1937.
- The Present Legal Status of Artists, Recorders and Broadcasters in America. In: Geistiges Eigentum 3 (1937/1938), 217 ff.
- The Copyright in Hitler’s „Mein Kampf“. In: Copyright 5 (1939/1940), 57 ff.
- Confiscation of the Property of Technical Enemies. In: Yale Law Journal 52 (1943), 739 ff.
- Settlement of Claims to Blocked Funds. In: International Arbitration Journal 1 (1945), 78 ff.
- The Unfreezing of Foreign Funds. In: Columbia Law Review 45 (1945), 132 ff.
- Das amerikanische Emissionsrecht. In: Zeitschrift für das gesamte Kreditwesen 1954, 623 ff.